# Kosovo op de Olympische Zomerspelen 2016
Kosovo nam deel aan de Olympische Zomerspelen 2016 in Rio de Janeiro, Brazilië. Het was de eerste olympische deelname van Kosovo, nadat het IOC in december 2014 had besloten het volwaardig lidmaatschap te verlenen. Servië maakte bezwaar tegen de deelname van Kosovo omdat het Kosovo als autonome provincie binnen Servië beschouwt; het land zag echter af van een boycot.
De selectie bestond uit acht atleten, actief in vijf verschillende sporten. Regerend wereldkampioene judo Majlinda Kelmendi droeg de Kosovaarse vlag tijdens de openingsceremonie. Zij behaalde ook de eerste medaille voor het land door haar overwinning bij de klasse tot 52 kilogram. Kelmendi kwam vier jaar eerder nog uit voor Albanië op de Olympische Zomerspelen in Londen.

## Medailleoverzicht
| Sport | Olympiër          | Onderdeel  | Medaille |
| ----- | ----------------- | ---------- | -------- |
| Judo  | Majlinda Kelmendi | –52 kg (v) | Goud     |

## Deelnemers en resultaten
(m) = mannen, (v) = vrouwen 

### Atletiek
| Olympiër          | Discipline | Resultaat | Prestatie               |
| ----------------- | ---------- | --------- | ----------------------- |
| Musa Hajdari      | 800m (m)   | 34e       | serie 1: 7de in 1.48,41 |
|                   |            |           |                         |
| Vijona Kryeziu VS | 400m (v)   | 52e       | serie 4: 7de in 54,30   |

### Judo
| Olympiër             | Discipline | Resultaat | Prestatie |
| -------------------- | ---------- | --------- | --- |
| Majlinda Kelmendi VO | –52kg (v)  | Goud      | 1ste ronde: vrij 2de ronde: W van SUI Tschpp: ippon kwartfinale: W van MRI Legentil: shido halve finale: W van JPN Nakamura: shido finale: W van ITA Giuffrida: yuko |
| Nora Gjakova         | –57kg (v)  | 9e        | 1ste ronde: W van COL Amaris: ippon 2de ronde: V van ROU Căprioriu: yuko                                                                                             |

### Schietsport
| Olympiër   | Discipline          | Resultaat | Prestatie                                                     |
| ---------- | ------------------- | --------- | ------------------------------------------------------------- |
| Urata Rama | 10m luchtgeweer (v) | 48e       | kwalificatie: 48ste met 402,3 punten (98,9-100,9-101,3-101,2) |

### Wielersport
| Olympiër     | Discipline       | Resultaat | Prestatie |
| ------------ | ---------------- | --------- | --------- |
| Qendrim Guri | wegwedstrijd (m) | DNF       | DNF       |

### Zwemmen
| Olympiër    | Discipline         | Resultaat | Prestatie               |
| ----------- | ------------------ | --------- | ----------------------- |
| Lum Zhaveli | 50m vrije slag (m) | 57e       | serie 5: 7de in 24,53   |
|             |                    |           |                         |
| Rita Zeqiri | 100m rugslag (v)   | 34e       | serie 1: 3de in 1.12,31 |